# I Just Want to See His Face
«I Just Want to See His Face» —en español: «Yo solo quiero ver su cara»— es una canción de la banda de rock británica The Rolling Stones, incluida en su álbum Exile on Main St., editado en mayo de 1972.

## Historia
«I Just Want to See His Face» fue escrita por el dúo compositor de la banda: Mick Jagger y Keith Richards. En cuanto a la grabación, Jagger dijo en 1992: «I Just Want to See His Face» fue una improvisación con Charlie Watts y Mick Taylor ... Creo que sólo eramos un trío originalmente, aunque otras personas podrían haberse sumado eventualmente. Fue una improvisación completa, acabé de hacer la canción y luego la sume al riff que Charlie y Mick estaban tocando, así es como lo recuerdo...".
Sobre la grabación, el crítico musical de Allmusic Bill Janovitz, dice en su reseña: "«I Just Want to See His Face» muestra a la banda explorando la música de América, específicamente el country, el blues, el folk y el soul sureño ... Suena antigua y de otro planeta, una canción de góspel pantanosa, que fue grabada para sonar intencionalmente como si fuera un documento de registro de campo de una reunión de reavivamiento en el sótano de una iglesia hace mucho tiempo".
El ambiente blusero y melancólico de la canción ha ganado la admiración de otros artistas. El cantante y compositor Tom Waits la nombra como una de sus grabaciones favoritas. "Esa canción tuvo un gran impacto en mí, particularmente aprendiendo a cantar con ese falsete alto, como Jagger, cuando canta como una chica, me vuelvo loco", dice Waits. "Esto es sólo un árbol de la vida. Este registro es un abrevadero". Son notables las canciones propias de Waits que se parecen mucho a «I Just Want to See His Face»: «2:19», «Fish In the Jailhouse» y «Walk Away».
Los elementos góspel de algunas canciones presentadas en Exile on Main St., se han atribuido a la presencia de Billy Preston durante las sesiones finales de grabación en Los Ángeles. Preston llevaba a Jagger a los servicios dominicales. La grabación inicial tuvo lugar en la casa de Keith Richards, en Villa Nellcôte, al sur de Francia. Con Jagger en la voz principal, Bobby Whitlock proporciona el piano eléctrico, Mick Taylor toca el bajo y Bill Plummer contribuye el contrabajo. Se cree que es más probable, sin embargo, que el piano eléctrico fue interpretado por Bobby Whitlock (anteriormente el tecladista de Delaney and Bonnie y excompañero de Bobby Keyes), y que no podía ser nombrado en el álbum a causa de los derechos de exclusividad que tenía con su sello discográfico en ese momento. Charlie Watts toca la batería, con el productor Jimmy Miller proporcionando percusión. Clydie King, Venetta Fields, Jerry Kirkland aportaron los coros.
Whitlock describe el desarrollo de la canción en un comentario en YouTube: "Estoy tocando el piano eléctrico en esta canción.La cosa entera vino de Mick preguntándome acerca de mi papá siendo un predicador y si podía tocar con una sensación góspel. Esto fue el resultado. Trabajé en el vibrato y comencé a tocar, y Mick Taylor empezó a tocar el bajo y Charlie comenzó a tocar la batería y Mick Jagger cantó... Me grabaron en los estudios Olympic de Londres.
«I Just Want to See His Face» es memorable por su inusual fade-in de la pista previa «Ventilator Blues». La canción nunca ha sido interpretada en directo por los Stones ni aparece en ningún álbum recopilatorio.

## Personal
Acreditados:
- Mick Jagger: voz.
- Keith Richards: piano.
- Mick Taylor: bajo.
- Charlie Watts: batería.
- Jimmy Miller: percusión.
- Bill Plummer: contrabajo.
- Clydie King: coros.
- Vanetta Fields: coros.
- Jerry Kirkland: coros.

## Versiones de otros artistas
- La canción fue versionada por el grupo góspel The Blind Boys of Alabama en su álbum Spirit of the Century de 2001.
- La banda estadounidense de rock Phish hizo un cover de esta canción el 31 de octubre de 2009 como parte de su "disfraz musical" de Halloween, durante el cual reversionaron el álbum Exile in Main St. en su totalidad.
- The Black Crowes también versionó esta canción en vivo, sobre todo en su último show en el Paradiso de Ámsterdam el 18 de julio de 2011.